# Cô đơn trong tình yêu
Cô đơn trong tình yêu (Alone in Love - 연애시대) là một bộ phim truyền hình Hàn Quốc sản xuất vào năm 2006 với sự tham gia của Son Ye Jin, Gam Wu-seong, Gong Hyeong-Jin và Lee Hana. Bộ phim gồm có 16 tập và được phát sóng trên kênh truyền hình SBS từ ngày 3 tháng 4 năm 2006 đến ngày 23 tháng 5 năm 2006 trong khung giờ 21h55 thứ hai và thứ ba hàng tuần.
Mặc dù chỉ đạt được tỉ lệ người xem ở mức trung bình nhưng bộ phim lại giành được nhiều sự khen ngợi cho cách thể hiện chân thực và tinh tế về tình yêu, hôn nhân và ly hôn. Bộ phim là câu chuyện về Eun Ho và Dong Jin, hai con người bình thường - không đặc biệt thu hút hay thành công - và mối quan hệ của họ. Mặc dù đã ly dị ba năm, họ vẫn không thể rời xa nhau mà liên tục gặp gỡ, tranh luận, giúp đỡ và thậm chí là mai mối cho nhau.
Chuyển thể từ tiểu thuyết Nhật Bản Love Generation của Hisashi Nozawa, bộ phim được đạo diễn bởi Han Ji-seung với kịch bản của Park Yeon-seon.

## Nội dung
Yoo Eun Ho (Son Ye Jin) và Lee Dong Jin (do Gam Woo Seong đóng) tình cờ gặp nhau tại một hiệu sách nơi Dong Jin làm việc. Họ yêu nhau ngay từ cái nhìn đầu tiên và nhanh chóng kết hôn. Tuy nhiên, sau cái chết của người con mới sinh, họ quyết định ly hôn do Eun Ho trách Dong Jin đã không ở bên khi cô cần anh nhất.
Dong Jin tiếp tục công việc tại hiệu sách trong khi Eun Ho làm việc tại một trung tâm thể dục. Một năm rưỡi sau khi ly hôn, hai người vẫn tiếp tục gặp mặt tại cửa hàng bánh mà cả hai yêu thích vào mỗi sáng, tranh cãi về những điều vặt vãnh giống như một cặp vợ chồng và cùng ăn tối vào ngày kỷ niệm lễ cưới tại khách sạn mà họ kết hôn. Tuy sau đó cả hai đều tìm được những đối tượng mới nhưng họ vẫn dành nhiều tình cảm cho nhau. Với sự giúp đỡ của Yoo Ji Ho (Lee Ha Na), em gái của Eun Ho và Gong Joon Pyo (Gong Hyeong-Jin), bạn thân của Dong Jin, họ cuối cùng cũng nhận ra được tình cảm thật sự và quay lại với nhau.

## Diễn viên
| Diễn viên      | Nhân vật        | Mô tả |
| -------------- | --------------- | --- |
| Son Ye Jin     | Yu Eun Ho       | 29 tuổi, sinh ra ở Busan. Eun Ho là một vận động viên bơi lội đã giải nghệ và từng chiến thắng tại các giải thi đấu quốc gia. Cô làm huấn luyện viên bơi lội cho một câu lạc bộ thể dục thể thao. Eun Ho có phong cách tomboy và mạnh mẽ bên ngoài, nhưng bên trong lại đa cảm và yếu đuối. Cô không thích thể hiện cảm xúc của mình nhưng rất kiên định một khi đã đưa ra quyết định. |
| Gam Wu Seong   | Lee Dong Jin    | 33 tuổi, sinh ra ở Seoul. Anh yêu sách từ nhỏ và làm việc tại một hiệu sách lớn. Tuy là người dứt khoát trong công việc, Dong jin lại trở nên thiếu quyết đoán trong tình yêu. Anh yêu Eun Ho ngay trong lần đầu tiên gặp cô tại nhà sách và thành công trong việc chinh phục trái tim cô. Tuy vậy, cuộc hôn nhân của họ không kéo dài.                                                |
| Gong Hyung Jin | Gong Joon Pyo   | 33 tuổi, là một bác sĩ khoa sản. Joon Pyo là bạn thân của Dong Jin từ tiểu học. Khi Eun Ho mang thai, anh là bác sĩ sản khoa của cô. Sau khi con của Eun Ho và Dong Jin chết ngay khi vừa chào đời, Joon Pyo gặp phải chấn thương tâm lý khiến anh ngất xỉu mỗi khi nhìn thấy bệnh nhân của mình sinh con.                                                                             |
| Lee Hana       | Yu Ji Ho        | 24 tuổi, em gái của Eun Ho. Giống Eun Ho, cô học đại học tại Seoul và đang trong năm cuối. Ji Ho có tính cách lập dị. Cô cùng với Joon Pyo luôn tìm cách để giúp chị gái mình quay lại với Dong Jin. |
| Moon Jung Hee  | Chung Yu Gyoung | Cô là một đầu bếp chuyên về ẩm thực truyền thống Hàn Quốc. Cô là mối tình đầu của Dong Jin ở trường trung học. Họ mất liên lạc trong một thời gian dài và sau khi gặp lại, hai người phải lòng nhau và đi đến hôn nhân. |
| Oh Yoon Ah     | Kim Mi Yeon     | 29 tuổi. Cô học cùng tiểu học với Eun Ho. Cô có một cô con gái người chồng cũ. Cô thường tỏ ra vui vẻ để che giấu sự tự ti sau khi ly dị. |
| Lee Jin Wook   | Min Hyun Jung   | 26 tuổi, con trai duy nhất của ông chủ một khách sạn lớn. Tuy nhiên anh lại lựa chọn quay lưng lại với tài sản của cha mình. |
| Seo Tae Hwa    | Cheong Yun Su   | 38 tuổi, anh là giáo sư về tâm lý học. Anh tham gia khóa học bơi tại trung tâm mà Eun Ho làm việc để vượt qua chứng sợ nước. |
| Cho Hye Young  | Choi Young In   | Thanh lịch và giàu có, cô kết hôn với Yun Su khi cả hai đang học tại nước ngoài. Tuy nhiên, họ sống li thân do gặp vấn đề trong hôn nhân. |
| Jin Ji Hee     | Cho Eun Sol     | 7 tuổi, con gái của Mi Yeon, nghiêm nghị và trưởng thành hơn rất nhiều so với tuổi thật. Eun Sol có mối liên kết đặc biệt với Dong Jin khi anh đang hẹn hò với mẹ của cô. |
| Ha Jae Suk     | Nah Yu Ri       | 28 tuổi. Cô là một siêu đô vật và là bạn thân của Eun Ho. Sau khi giải nghệ, cô làm việc tại quán ăn có người chủ quán không bao giờ nói chuyện mà nhóm của Eun Ho và Dong Jin hay lui tới. |
| Kim Gab-su     | Yu Gi-Young     | Bố của Eun Ho và Ji Ho. Ông là một mục sư và người dẫn chương trình phát thanh. Eun Ho thường gọi điện thoại dấu tên đến chương trình của ông để xin lời khuyên. |

## Địa điểm quay phim
Phần lớn bộ phim được quay tại Bundang-gu, Seongnam, tỉnh Gyeonggi. Ngôi nhà của Eun Ho và Ji Ho ở khu Bundang-dong, Bundang-gu, Seongnam gần đường John's Cathedral. Cửa hàng chi nhánh của Dunkin' Donuts là nơi Dong Jin và Eun Ho thường gặp nhau, thuộc Jeongja-dong, Bundang. Nhà của Dong Jin là Ewha Villa xây dựng ở Bundang-dong. Cửa hàng sách mà Dong Jin làm việc là cửa hàng sách Kyobo, xây dựng gần Gangnam Station. Câu lạc bộ thể dục thể thao mà Eun Ho làm việc là Trung tâm thể thao Worldcup xây dựng tại Suwon, bên cạnh sân vận động World Cup Suwon. Bệnh viện nơi Joon Pyo làm việc là bệnh viện Bundang Jesaeng, gần ga Seohyeon thuộc Bundang

## Tỷ lệ người xem
| Ngày       | Tập     | Toàn quốc | Seoul |
| ---------- | ------- | --------- | ----- |
| 2006-04-03 | 1       | 12.9%     | 14.5% |
| 2006-04-04 | 2       | 11.5%     | 12.2% |
| 2006-04-10 | 3       | 12.6%     | 13.4% |
| 2006-04-11 | 4       | 12.9%     | 14.2% |
| 2006-04-17 | 5       | 12.3%     | 13.6% |
| 2006-04-18 | 6       | 14.1%     | 15.8% |
| 2006-04-24 | 7       | 13.1%     | 14.7% |
| 2006-04-25 | 8       | 13.4%     | 15.1% |
| 2006-05-01 | 9       | 13.2%     | 14.8% |
| 2006-05-02 | 10      | 10.9%     | 11.1% |
| 2006-05-08 | 11      | 14.6%     | 17.1% |
| 2006-05-09 | 12      | 14.8%     | 16.9% |
| 2006-05-15 | 13      | 13.5%     | 15.2% |
| 2006-05-16 | 14      | 14.9%     | 17.1% |
| 2006-05-22 | 15      | 13.8%     | 15.7% |
| 2006-05-23 | 16      | 17.4%     | 19.1% |
| Average    | Average | 13.5%     | 15.0% |

Source: TNS Media Korea

## Nhạc phim
| Thông tin album                                                                                               | Danh sách bài hát |
| --- | --- |
| Alone in Love OST - Phát hành: 8 tháng 5 năm 2006 - Hãng đĩa: EMI Music Korea Ltd. - Sáng tác: Noh Young-shim | Danh sách bài hát 1. Love Is... 2. 만약에 우리 (Original bossa nova ver) - Jinho 3. Breeze - Lee Jae-joon 4. 아무리 생각해도 난 너를 5. 사랑이 사랑에게 묻다 6. 사랑이 사랑에게 말하다 7. 보내지 못한 마음 (The Heart You Can't Send Away) (Piano ver.) 8. 독백 9. 영국 런던 그리니치 천문대 10. 나폴리 피자 11. 우린 이미 끝났는데 12. 은솔이와 실전화 아저씨 - Lee Jae-joon 13. 그녀 미소 14. When I Saw You (내 사랑을 바다에 맹세해,부서지는 파도에 맹세해) 15. I'm Still With You - Jinho 16. 모빌 박스 17. 긴 슬픔 18. 그건 바로 사랑이었을까 19. 당신의 행운을 돌려드립니다 20. Frankly Speaking - Choi Woo-hyuk 21. 만약에 우리 (Samba ver.) - Jinho/Kim Jung-bae 22. 보내지 못한 마음 (The Heart You Can't Send Away) (Piano & Guitar với dàn nhạc dây) 23. After Love (그 남자의 20kg 감량에 대한 열망) 24. YK259 Zipper 25. 보내지 못한 마음 (Full ver.) |

| Thông tin album | Danh sách bài hát |
| --- | --- |
| Alone in Love Special 2CD OST - Phát hành: 11 tháng 10 năm 2006 - Hãng đĩa: LOEN Entertainment - Sáng tác: Noh Young-shim, Lee Moon-se - CD1   | Danh sách bài hát 1. 연애란 어른들의 장래희망 같은 것 (That Thing Called Love that Adults Hope for in the Future) 2. 그때 내가 미처 하지 못했던 말 (The Things I Couldn't Say Back Then) - Lee Moon-se 3. 사랑을 묻다 (Burying Love) 4. 그대여 안녕 (Goodbye to You) - Cho Won-sun 5. 사랑은 언제 끝나는 걸까 (When Does Love End?) 6. 첫사랑 (First Love) 7. 아직도 그런가봐 (It Still Must be That Way) (Guitar ver.) 8. 사랑은 사람을 아프게 한다 (Love Hurts People) 9. 슬픔과 함께 걷기 (Walking with Sadness) 10. 고마워 (Thank You) - Son Ye Jin 11. 어디서부터가 사랑일까 (Since When Was It Love?) 12. 그럼에도 불구하고 운명이었다면... (Still, If It was Fate...) 13. 피클병 (Pickles) 14. 보내지 못한 마음 (The Heart You Can't Send Away) (Guitar ver.) 15. Breeze Up (Samba ver.) 16. 아버지 말씀 (Dad's Words) 17. ...Happy Ending 18. 당신의 연애시대, Love is 2 (Your Age of Love, Love is 2) - Lee Ha-na |
| Alone in Love Special 2CD OST - Phát hành: 11tháng 10 năm 2006 - Hãng đĩa: LOEN Entertainment - Sáng tác: Yoon Jong-shin, Jung Won-young - CD2 | Danh sách bài hát 1. 비온 뒤 (After the Rain) - Han Choong-wan 2. Memories of You - Han Choong-wan 3. 청각장애 (Deaf) - Bremen 4. 너 때문이야 (It's Because of You) - Bremen 5. Joy - Seba 6. Waltz Amabile - Seba 7. Elegy for Reminiscence - Seba 8. Flying Free - Seba 9. Gift - Jung Won-young Band 10. 내겐 천사 같은 (Like an Angel to Me) - Jung Won-young Band 11. 사과 (Apology) - Bulldog Mansion 12. 좋아요 (I Like It) - Bulldog Mansion |

## Giải thưởng
| Năm  | Giải thưởng                                              | Hạng mục                                         | Người nhận giải | Kết quả   |
| ---- | -------------------------------------------------------- | ------------------------------------------------ | --------------- | --------- |
| 2006 | Korean Broadcasting Awards lần thứ 33                    | Best Music                                       | Noh Young-shim  | Đoạt giải |
| 2006 | Korean Broadcasting Awards lần thứ 33                    | Best Drama                                       | Alone in Love   | Đoạt giải |
| 2006 | SBS Drama Awards                                         | Top 10 Stars                                     | Kam Woo-sung    | Đề cử     |
| 2006 | SBS Drama Awards                                         | Top 10 Stars                                     | Son Ye Jin      | Đoạt giải |
| 2006 | SBS Drama Awards                                         | New Star Award                                   | Lee Jin-wook    | Đoạt giải |
| 2006 | SBS Drama Awards                                         | New Star Award                                   | Lee Ha-na       | Đoạt giải |
| 2006 | SBS Drama Awards                                         | Best Supporting Actor in a Miniseries            | Gong Hyung-jin  | Đoạt giải |
| 2006 | SBS Drama Awards                                         | Best Supporting Actress in a Miniseries          | Oh Yoon-ah      | Đoạt giải |
| 2006 | SBS Drama Awards                                         | Top Excellence Award, Actress                    | Son Ye Jin      | Đoạt giải |
| 2006 | SBS Drama Awards                                         | Grand Prize (Daesang)                            | Kam Woo-sung    | Đề cử     |
| 2007 | Baeksang Arts Awards lần thứ 43                          | Best New Actress (TV)                            | Lee Ha-na       | Đề cử     |
| 2007 | Baeksang Arts Awards lần thứ 43                          | Best Actress (TV)                                | Son Ye Jin      | Đoạt giải |
| 2007 | Baeksang Arts Awards lần thứ 43                          | Best Director (TV)                               | Han Ji-seung    | Đề cử     |
| 2007 | Baeksang Arts Awards lần thứ 43                          | Best TV Drama                                    | Alone in Love   | Đề cử     |
| 2007 | WorldFest-Houston International Film Festival lần thứ 40 | Platinum Remi Award (Series - Dramatic category) | Alone in Love   | Đoạt giải |

## Phát sóng quốc tế
Bộ phim được chiếu tại Nhật Bản trên kênh truyền hình cáp KNTV vào tháng 4 năm 2007. Bộ phim cũng được phát sóng tại Mỹ với phụ đề tiếng Anh trên kênh MHz WorldView vào tháng 1 năm 2010.